# كرويسيليس (باد كاليه)
كرويسيليس، باد كاليه (بالفرنسية: Croisilles, Pas-de-Calais)‏ هي بلدية تقع في إقليم باد كاليه من منطقة نور با دو كاليه في شمال فرنسا. تبلغ مساحة هذه المدينة 11.58 (كم²)، وترتفع عن سطح البحر 79 م، يبلغ عدد سكانها 1347 نسمة حسب إحصاء المعهد الوطني للإحصاء والدراسات الاقتصادية سنة 2009 م. وترأس Gérard Dué البلدية خلال فترة (2008-2014).